# جانستون‌ویل (کالیفرنیا)
جانستون‌ویل (به انگلیسی: Johnstonville) یک منطقهٔ مسکونی در ایالات متحده آمریکا است که در شهرستان لاسن، کالیفرنیا واقع شده‌است. جانستون‌ویل ۲۱٫۷۵۰ کیلومتر مربع مساحت و ۱٬۰۲۴ نفر جمعیت دارد و ۱٬۲۵۹ متر بالاتر از سطح دریا واقع شده‌است.